# Clerec
Der Clerec (Clára, Clére, Cler) ist ein Fluss in der osttimoresischen Gemeinde Manufahi. Der Clerec ist einer von mehreren Flüssen im Süden des Landes, die in der Regen- und der Trockenzeit Wasser führen. Er verursacht in seinem Mündungsgebiet, in dem es eine Vielzahl von Lagunen gibt, regelmäßig Überschwemmungen. Das umgebende Land ist als Important Bird Area deklariert.

## Verlauf
Er entspringt im Norden des Verwaltungsamts Fatuberlio, bevor er bald darauf bis zu seiner Mündung der Grenze zwischen Fatuberlio und dem Verwaltungsamt Alas folgt. Im Süden verschwindet der Fluss nahezu in sumpfigen Marschland mit mehreren Lagunen. Die größte Lagune, die Lagoa Mapliu durchfließt der Clerec, bevor er schließlich in die Timorsee mündet. Ein Seitenarm fließt in den Südlichen Lacló.